# Homalium hainanense
Homalium hainanense är en videväxtart som beskrevs av François Gagnepain. Homalium hainanense ingår i släktet Homalium och familjen videväxter. Inga underarter finns listade i Catalogue of Life.